# Sergei Parajanov
Sergei Parajanov (armênio: Սերգեյ Փարաջանով; russo: Серге́й Ио́сифович Параджа́нов; georgiano:  სერგო ფარაჯანოვი; ucraniano: Сергій Йо́сипович Параджа́нов; às vezes escrito Paradjanov; Tbilisi, 9 de janeiro de 1924 — Erevan, 20 de julho de 1990) foi um cineasta armênio e artista da União Soviética, considerado um dos mais importantes do século XX. Inventando estilo cinematográfico original e poético, distanciou-se do realismo socialista instaurado pelas autoridades soviéticas; isto, junto à sua bissexualidade e comportamento controverso, foi o que acabou causando sua constante perseguição, censura e até mesmo prisão e trabalhos forçados.
Embora ele tenha começado a filmar profissionalmente em 1954, tudo o que fez antes de 1965 foi considerado por ele próprio como "lixo". Depois de Sombras dos Ancestrais Esquecidos (1965), Parajanov tornou-se celebridade internacional e, simultaneamente, alvo de ataques do sistema do governo. Além desse, outro de seu filme mais cultuado é A Cor da Romã (1968), que, com estética revolucionária, narra a biografia do trovador armênio do século XVIII Harutyun Sayatyan. Praticamente todos seus projetos e planos cinematográficos de 1965 a 1973 foram banidos e desmantelados pelas administrações cinematográficas das autoridades soviéticas, tanto locais (em Kiev ou Erevan) como federais (Goskino), sem qualquer defesa, até finalmente ele ser preso em finais de 1973 acusado de estupro, homossexualidade e suborno. 
Parajanov foi mantido preso até 1977, apesar de apelos emitidos por diversos colegas e artistas. Mesmo após ter sido liberado (ele foi preso pela terceira e última vez em 1982), acabou tornando-se persona non grata no cinema soviético. Porém, só depois da metade dos anos 80, com um relaxamento político, ele pôde continuar a dirigir, mas, apesar disso, precisou do auxílio de Dodo Abashidze, ator georgiano, e de outros amigos, para ter seus filmes no holofote. Com a saúde seriamente enfraquecida pelos quatro anos que tivera de passar em campos de trabalho forçado mais nove meses numa prisão em Tbilisi, Parajanov morre de câncer de pulmão em 1990, numa época em que, depois de quase vinte anos de banimento, seus filmes eram apresentados em festivais internacionais de cinema. Em janeiro de 1988, disse numa entrevista: "Todos sabem que tenho três terras-mãe. Nasci na Geórgia, trabalhei na Ucrânia e morrerei na Armênia." Sergei Parajanov está enterrado no Panteão de Komitas, localizado no centro de Erevan.

## Influência e apreço

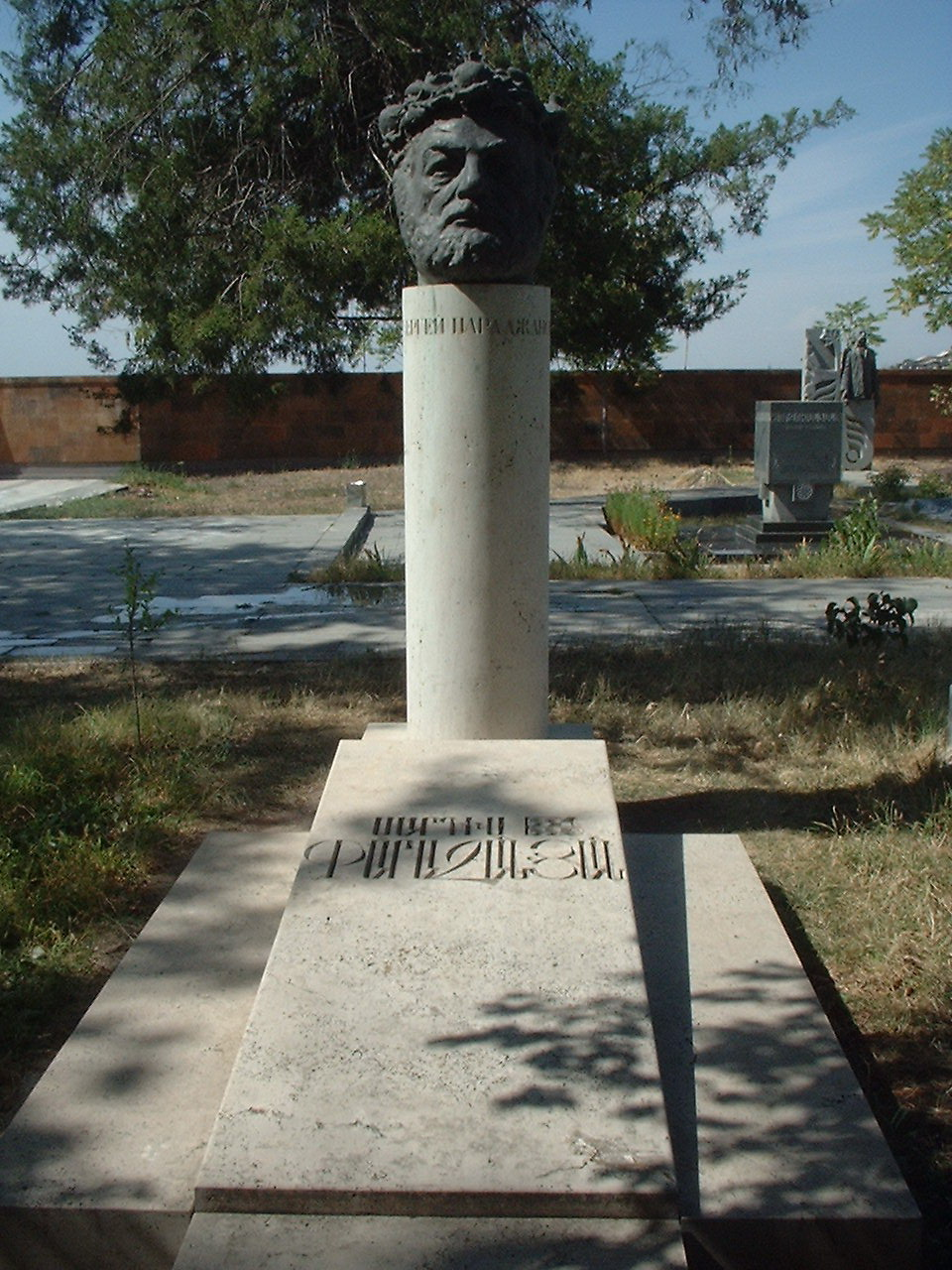
Lápide de Parajanov em Erevan

Parajanov foi apreciado por Michelangelo Antonioni ("A Cor da Romã de Parajanov, que é, em minha opinião, um dos melhores diretores contemporâneos, arrebata com sua perfeição e beleza"), Francis Ford Coppola, Jean-Luc Godard ("No tempo do cinema há imagens, luz e realidade. Sergei Parajanov foi mestre desse templo"), Andrei Tarkovski ("Sempre recordo dos filmes de Parajanov com gratidão e prazer. Sua maneira de pensar, sua poética paradoxal, sua habilidade em amar a beleza e habilidade em ser absolutamente livre dentro de sua própria visão"), Martin Scorsese, Mikhail Vartanov ("Além da linguagem cinematográfica sugerida por Griffith e Eisenstein, o cinema não descobriu nada de revolucionário e novo até A Cor da Romã de Parajanov"), Federico Fellini, Tonino Guerra, Giulietta Masina, Francesco Rosi, Alberto Moravia, Bernardo Bertolucci, Marcello Mastroianni.
Apesar disso, talvez em caráter de seu cinema ser marginalizado e estar longe dos circuitos comerciais, além do fato da linguagem estética ser extremamente particular, ele tem poucos seguidores cineastas. O próprio Parajanov disse em certa ocasião: "Qualquer um que tentar me imitar estará perdido." Ainda assim, diretores como Theo Angelopoulos, Béla Tarr e Mohsen Makhmalbaf se identificam e compartilham da sua visão de um cinema que preconiza antes a força imagética do que a usual ferramenta narrativa.
Em 2010, o Instituto Parajanov-Vartanov foi criado em Hollywood para estudar, preservar e promover o legado artístico de Sergei Parajanov e Mikhail Vartanov.

## Filmografia
- Um Conto da Moldávia (1951)
- O Primeiro Rapaz (1959)
- Rapsódia Ucraniana (1961)
- Flor Sobre a Pedra (1962)
- Sombras dos Ancestrais Esquecidos/Os Cavalos Esquecidos (1965)
- Hakob Hovnatanyan (1967)
- A Cor da Romã (1968)
- Arabescos Pirosmani (1985)
- A Lenda da Fortaleza Suram (1986)
- O Trovador Kerib (1988)
- A Confissão (1989-1990), incompleto, apesar de alguns negativos terem sobrevivido e serem usados no premiado Parajanov: A Última Primavera (1992) de Mikhail Vartanov.